# Oostertunnel
De Oostertunnel is een tunnel onder het Martelarenplein in de Belgische stad Leuven, die sinds zijn opening op 30 juni 2001 deel uitmaakt van de Ring om Leuven, de R23. De tunnel verbindt de Diestsevest met de Tiensevest en vermindert het doorgaand verkeer op het Martelarenplein, het plein vlak voor het station van Leuven.
De aanleg van de tunnel maakte deel uit van een omvangrijkere herinrichting van het Martelarenplein, die initieel begin jaren 90 was uitgetekend door professor Marcel Smets van het universitaire Projectteam Stadsontwerp. De werken begonnen op 1 april 1998. De kosten voor het project liepen op tot 30 miljoen euro.
In de tunnel bevinden zich de inritten voor een ondergrondse parking van 388 wagens. Parking, tunnel, passage en toegang tot het station zijn volledig geïntegreerd.
De Spaanse architect Manuel de Solà-Morales Rubio slaagde erin daglicht en indirect licht te gebruiken om een aangename ondergrondse ruimte te creëren. Van in het eerste niveau van de parking kan men ook via een glazen wand naar de auto's in de tunnel onder dat parkingniveau kijken.

## Galerij

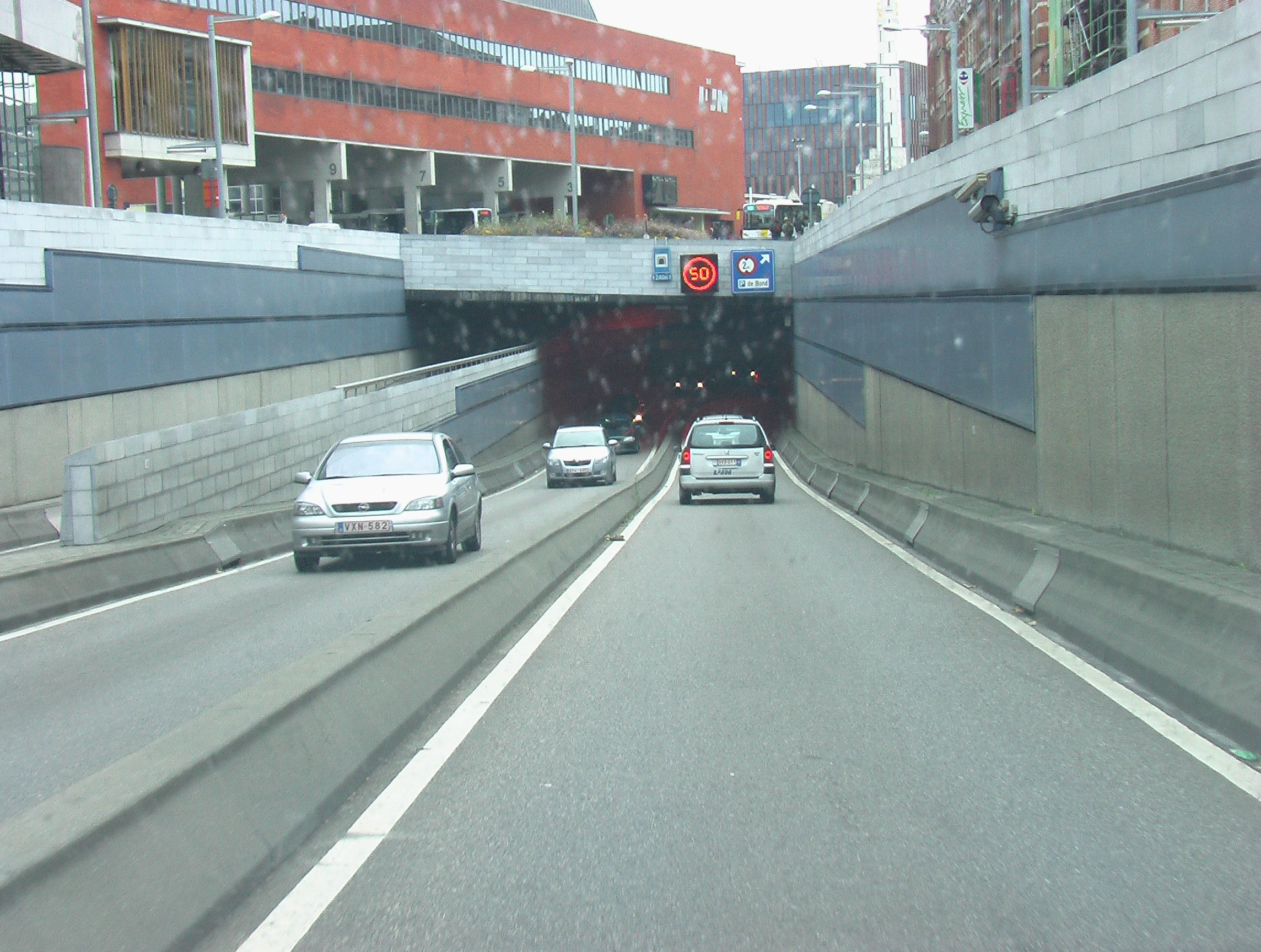
Noordelijke inrit oostertunnel
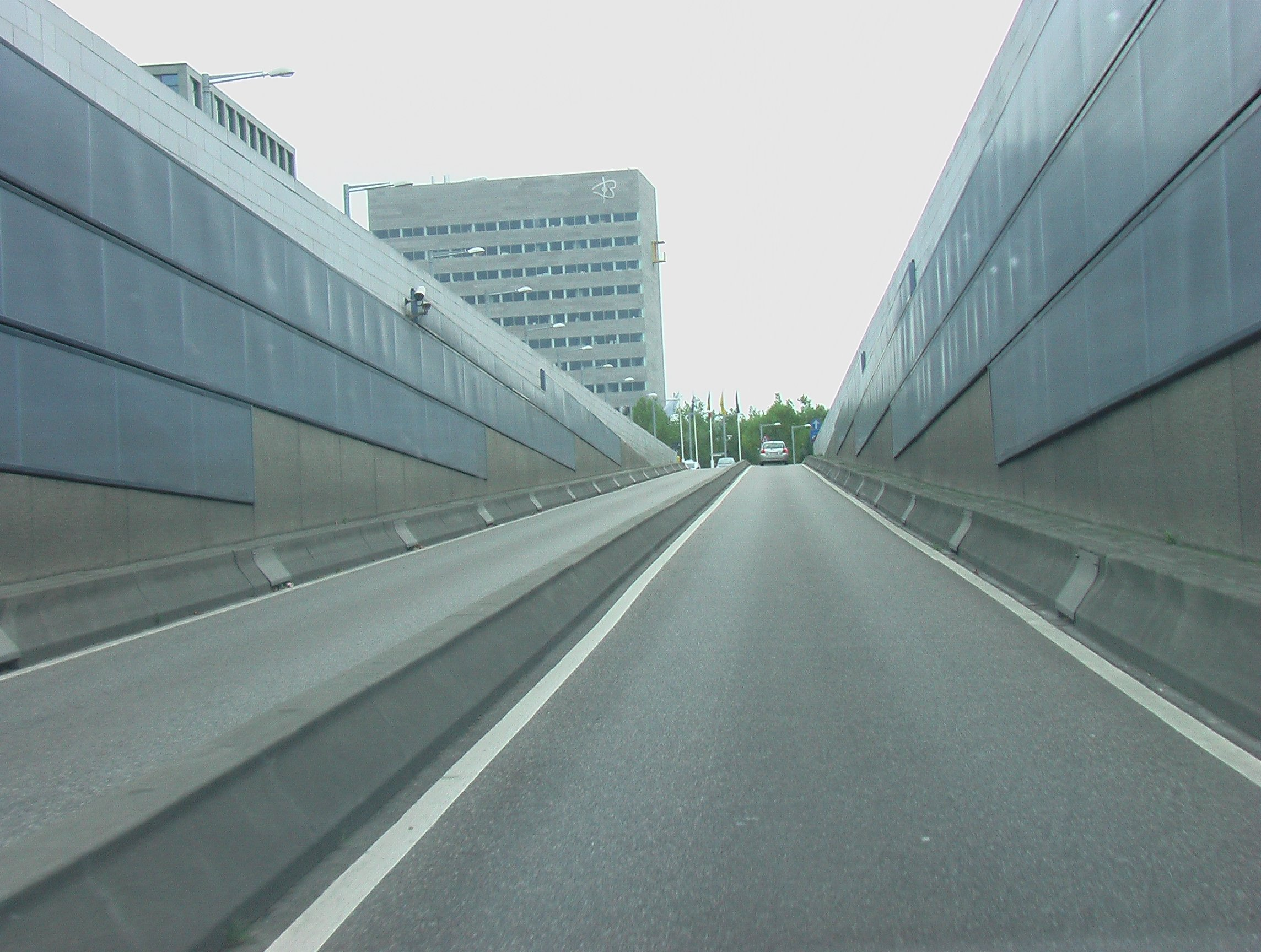
Zuidelijke uitrit oostertunnel